# So Long, Bannatyne
So Long, Bannatyne è  il quinto album in studio del gruppo musicale canadese The Guess Who, pubblicato nel 1972.

## Tracce
1. Rain Dance - 2:45
2. She Might Have Been a Nice Girl - 3:13
3. Goin' a Little Crazy - 6:59
4. Fiddlin' - 1:06
5. Pain Train - 3:45
6. One Divided - 2:38
7. Grey Day - 4:16
8. Life in the Bloodstream - 3:10
9. One Man Army - 3:55
10. Sour Suite - 4:08
11. So Long, Bannatyne - 5:55

## Formazione
- Burton Cummings – voce, tastiera, sassofono
- Kurt Winter – chitarra, cori
- Greg Leskiw – chitarra, cori, voce (in "One Divided"), banjo (in "One Divided")
- Jim Kale – basso, cori
- Garry Peterson – batteria, cori